# Біла-Перша (Лодзинське воєводство)
Біла-Перша (пол. Biała Pierwsza) — село в Польщі, у гміні Біла Велюнського повіту Лодзинського воєводства.
Населення — 138 осіб (2011).
У 1975-1998 роках село належало до Серадзького воєводства.

## Демографія
Демографічна структура станом на 31 березня 2011 року:
|          | Загалом | Допрацездатний вік | Працездатний вік | Постпрацездатний вік |
| -------- | ------- | ------------------ | ---------------- | -------------------- |
| Чоловіки | 72      | 13                 | 52               | 7                    |
| Жінки    | 66      | 16                 | 36               | 14                   |
| Разом    | 138     | 29                 | 88               | 21                   |